# Pediobius foliorum
Pediobius foliorum är en stekelart som först beskrevs av Geoffroy 1785.  Pediobius foliorum ingår i släktet Pediobius och familjen finglanssteklar. Arten är reproducerande i Sverige. Inga underarter finns listade i Catalogue of Life.